# Macksburg (Iowa)
Macksburg és una població dels Estats Units a l'estat d'Iowa. Segons el cens del 2000 tenia 142 habitants.

## Demografia
Segons el cens del 2000, Macksburg tenia 142 habitants, 62 habitatges, i 40 famílies. La densitat de població era de 27,8 habitants/km².
Dels 62 habitatges en un 29% hi vivien nens de menys de 18 anys, en un 58,1% hi vivien parelles casades, en un 4,8% dones solteres, i en un 33,9% no eren unitats familiars. En el 32,3% dels habitatges hi vivien persones soles el 14,5% de les quals corresponia a persones de 65 anys o més que vivien soles. El nombre mitjà de persones vivint en cada habitatge era de 2,29 i el nombre mitjà de persones que vivien en cada família era de 2,76.
Per edats la població es repartia de la següent manera: un 26,8% tenia menys de 18 anys, un 6,3% entre 18 i 24, un 20,4% entre 25 i 44, un 28,2% de 45 a 60 i un 18,3% 65 anys o més.
L'edat mediana era de 38 anys. Per cada 100 dones de 18 o més anys hi havia 96,2 homes.
La renda mediana per habitatge era de 31.500 $ i la renda mediana per família de 36.964 $. Els homes tenien una renda mediana de 29.688 $ mentre que les dones 20.357 $. La renda per capita de la població era de 14.080 $. Cap de les famílies i el 5,6% de la població estaven per davall del llindar de pobresa.

## Poblacions més properes
El següent diagrama mostra les poblacions més properes.